# باميلا براينت
باميلا براينت (بالإنجليزية: Pamela Bryant)‏ هي بلاي ميت وممثلة أمريكية، ولدت في 8 فبراير 1959 في إنديانابوليس في الولايات المتحدة، وتوفيت في 4 ديسمبر 2010.

## وصلات خارجية
- باميلا براينت على موقع IMDb (الإنجليزية)
- باميلا براينت على موقع أول موفي (الإنجليزية)
- باميلا براينت على موقع قاعدة بيانات الفيلم (الإنجليزية)